# Deutsche Poolbillard-Meisterschaft 2017 (Ladies)
Die Deutsche Poolbillard-Meisterschaft 2017 war die 17. Austragung zur Ermittlung der nationalen Meistertitel der Ladies (Ü-40-Seniorinnen) in der Billardvariante Poolbillard. Sie wurde vom 6. bis 12. November 2017 in der Wandelhalle in Bad Wildungen im Rahmen der Deutschen Billard-Meisterschaft ausgetragen.
Es wurden die Deutschen Meisterinnen in den Disziplinen 8-Ball, 9-Ball und 10-Ball ermittelt.

## Medaillengewinner
| Disziplin | Gold                                     | Silber                                     | Bronze                          | Bronze                                     |
| --------- | ---------------------------------------- | ------------------------------------------ | ------------------------------- | ------------------------------------------ |
| 8-Ball    | Susanne Wessel (BV Pool 2000 Herne)      | Alexandra Lambauer (PSC Rhein Nahe Bingen) | Anja Hehre (BFC Fortuna Berlin) | Conny Teichert (PBC Pool Sharks Ortenberg) |
| 9-Ball    | Manuela Barke (BC Schalke Gelsenkirchen) | Sabine Kircheisen (BV Strausberg)          | Sabine Kamplade (BSG Hannover)  | Karin Michl (Fortuna Straubing)            |
| 10-Ball   | Birgit Heidorn (BSG Hannover)            | Petra Braun (BC Ludwigsburg)               | Anja Hehre (BFC Fortuna Berlin) | Manuela Barke (BC Schalke Gelsenkirchen)   |

## Modus
Die 32 Spielerinnen, die sich über die Landesmeisterschaften der Billard-Landesverbände qualifiziert haben, traten zunächst im Doppel-K.-o.-System gegeneinander an. Ab dem Achtelfinale wurde im K.-o.-System gespielt.